# Estadio Capitán José Angulo
El Estadio Capitán José Angulo es un estadio de fútbol propiedad de la ciudad de Sacaba, en Bolivia a 2725 m s. n. m. Es también conocido como Estadio Municipal de Sacaba.
Inaugurado el 11 de septiembre de 2013 con un coste de 14,5 millones de bolivianos es el estadio central de Sacaba con una capacidad para 6200 espectadores. Este estadio, junto al Estadio Félix Capriles son los únicos estadios del área metropolitana de Cochabamba homologados por la Federación Boliviana de Fútbol para su uso en la División Profesional de Fútbol de Bolivia.

## Historia
El estadio se encuentra ubicado en la calle Porvenir entre Bolívar e Independencia, a 3 cuadras de la plaza principal de Sacaba, antiguamente el estadio consistía de una cancha de fútbol de regulares condiciones junto a una pequeña gradería de adobe para 500 personas.

### Construcción
En 2011, el Gobierno central de Bolivia, desembolsa a la Alcaldía de Sacaba los recursos necesarios para la construcción de las graderías del estadio. El estadio comenzó a construirse a principios de 2012 y se terminó en junio de 2013 coincidiendo con el aniversario de Sacaba. La construcción tuvo un costo de 14,5 millones de bolivianos.

### Inauguración
El estadio fue inaugurado el 11 de septiembre de 2013, en un acto cívico - militar que contó con la presencia del presidente de Bolivia junto a autoridades locales y cerca de 7 mil personas en las tribunas y terreno de juego. En este acto el evento principal fue el clásico nacional de fútbol entre el club Wilstermann y el club Bolívar, que terminaría a favor del cuadro celeste sobre el aviador por 6 a 5 en la tanda de penales, luego de que el partido finalizara empatado a cero goles, adjudicándose la copa Sacaba.

### Nombre del estadio
El estadio lleva el nombre de Capitán José Angulo, impulsor de la construcción del estadio en su primera versión.
En junio de 2013, antes de la entrega de las graderías del estadio, fue demolido el muro perimetral del estadio, en el cual en toda su extensión estaba escrito Bienvenidos al Estadio Capitán José Angulo. En la placa de inauguración instalada por la Alcaldía de Sacaba lleva el nombre de Estadio Municipal de Sacaba, por lo que es válido también llamarlo así.

#### Apodo
En 2018, tras una gran campaña del Club Wilstermann donde ganaría 10 partidos seguidos con importantes goleadas en este escenario, los hinchas de este club lo apodarían el Fortín de Sacaba en relación con la imbatibilidad del cuadro local en este recinto deportivo.

### Instalaciones
El estadio cuenta con 4 tribunas con capacidad para 6.200 espectadores cómodamente sentados, tomando 50 cm por persona según norma FIFA, el detalle de las tribunas se muestra a continuación:
- Tribuna General: 3200 personas.
- Tribuna Norte : 1500 personas.
- Tribuna Sur: 1500 personas.
- Tribuna Preferencia: 1100 personas.

La capacidad del estadio puede flexibilizarse a 8000 personas, por temas de seguridad solamente se permiten a la venta 6200 entradas.
El escenario también cuenta con: dos camerinos completos para los equipos con duchas y camillas de masajes, un camerín exclusivo para los árbitros, sala de reuniones, oficinas para los administradores, baños en todas las tribunas, además de cuatro torres de iluminación y 14 cabinas de transmisión ubicadas encima de la tribuna de preferencia con acceso a internet.
En 2017, La Liga del Fútbol Profesional Boliviano (hoy División Profesional) exigió a la Alcaldía de Sacaba que para la habilitación de este estadio en la máxima categoría del fútbol nacional se instale una malla de seguridad de 5 metros de alto alrededor de cada tribuna dada la cercanía de las tribunas con el campo de juego. Además se pidió se amplié el terreno de juego de 70x102 metros al actual de 110x75 metros. Una vez subsanadas estas observaciones el estadio fue habilitado por la Liga.

## Eventos deportivos importantes

### División Profesional de Fútbol de Bolivia
En 2017 tras anunciarse el cierre por remodelación del Estadio Félix Capriles con miras a los Juegos Suramericanos Cochabamba 2018, el Estadio de Sacaba pasaría a ser el escenario principal de los clubes Wilstermann y Aurora desde octubre de 2017 a junio de 2018, previa adecuación del escenario para albergar partidos de la Primera División de Bolivia.
Un total de 24 partidos oficiales se han jugado en este escenario deportivo con el siguiente detalle:
| Torneo Clausura 2017         | Torneo Clausura 2017 | Torneo Clausura 2017 | Torneo Clausura 2017 | Torneo Clausura 2017 | Torneo Clausura 2017 | Torneo Clausura 2017 | Torneo Clausura 2017 | Torneo Clausura 2017 | Torneo Clausura 2017 | Torneo Clausura 2017 | Torneo Clausura 2017 |
| Local                        | Resultado            | Visitante            | Fecha                | Hora                 |                      |                      |                      |                      |                      |                      |                      |
| ---------------------------- | -------------------- | -------------------- | -------------------- | -------------------- | -------------------- | -------------------- | -------------------- | -------------------- | -------------------- | -------------------- | -------------------- |
| Wilstermann                  | 1 - 2                | The Strongest        | 15 de octubre        | 17:15                |                      |                      |                      |                      |                      |                      |                      |
| Wilstermann                  | 3 - 0                | Universitario        | 22 de octubre        | 15:00                |                      |                      |                      |                      |                      |                      |                      |
| Wilstermann                  | 2 - 2                | Bolívar              | 5 de noviembre       | 17:15                |                      |                      |                      |                      |                      |                      |                      |
| Wilstermann                  | 2 - 0                | Real Potosí          | 15 de noviembre      | 15:00                |                      |                      |                      |                      |                      |                      |                      |
| Wilstermann                  | 3 - 1                | Sport Boys           | 30 de noviembre      | 15:00                |                      |                      |                      |                      |                      |                      |                      |
| Wilstermann                  | 0 - 0                | Blooming             | 10 de diciembre      | 15:00                |                      |                      |                      |                      |                      |                      |                      |
| Desempate Descenso Indirecto |                      |                      |                      |                      |                      |                      |                      |                      |                      |                      |                      |
| Petrolero                    | 0 - 1                | Universitario        | 20 de diciembre      | 15:00                |                      |                      |                      |                      |                      |                      |                      |
| Torneo Apertura 2018         |                      |                      |                      |                      |                      |                      |                      |                      |                      |                      |                      |
| Aurora                       | 2 - 0                | The Strongest        | 28 de enero          | 15:00                |                      |                      |                      |                      |                      |                      |                      |
| Wilstermann                  | 4 - 0                | Destroyers           | 5 de febrero         | 15:00                |                      |                      |                      |                      |                      |                      |                      |
| Aurora                       | 2 - 2                | Sport Boys           | 7 de febrero         | 15:00                |                      |                      |                      |                      |                      |                      |                      |
| Wilstermann                  | 1 - 0                | Oriente Petrolero    | 18 de febrero        | 15:00                |                      |                      |                      |                      |                      |                      |                      |
| Aurora                       | 1 - 1                | San José             | 3 de marzo           | 15:00                |                      |                      |                      |                      |                      |                      |                      |
| Wilstermann                  | 4 - 0                | Real Potosí          | 8 de marzo           | 15:00                |                      |                      |                      |                      |                      |                      |                      |
| Wilstermann                  | 4 - 2                | Bolívar              | 11 de marzo          | 15:00                |                      |                      |                      |                      |                      |                      |                      |
| Aurora                       | 0 - 0                | Royal Pari           | 17 de marzo          | 15:00                |                      |                      |                      |                      |                      |                      |                      |
| Wilstermann                  | 3 - 0                | Guabirá              | 31 de marzo          | 15:00                |                      |                      |                      |                      |                      |                      |                      |
| Aurora                       | 0 - 2                | Blooming             | 7 de abril           | 15:00                |                      |                      |                      |                      |                      |                      |                      |
| Wilstermann                  | 5 - 1                | Aurora               | 15 de abril          | 15:00                |                      |                      |                      |                      |                      |                      |                      |
| Wilstermann                  | 7 - 0                | Universitario        | 22 de abril          | 15:00                |                      |                      |                      |                      |                      |                      |                      |
| Aurora                       | 2 - 0                | Nacional Potosí      | 28 de abril          | 15:00                |                      |                      |                      |                      |                      |                      |                      |
| Wilstermann                  | 3 - 0                | Blooming             | 6 de mayo            | 15:00                |                      |                      |                      |                      |                      |                      |                      |
| Aurora                       | 0 - 0                | Guabirá              | 13 de mayo           | 15:00                |                      |                      |                      |                      |                      |                      |                      |
| Wilstermann                  | 1 - 0                | San José             | 27 de mayo           | 15:00                |                      |                      |                      |                      |                      |                      |                      |
| Wilstermann                  | 2 - 1                | The Strongest        | 3 de junio           | 15:00                |                      |                      |                      |                      |                      |                      |                      |

### Juegos Suramericanos de 2018
En los Juegos Suramericanos Cochabamba 2018 es sede del fútbol masculino donde se han disputado 6 partidos.
| Ecuador  | 0 - 1 | Paraguay | 28 de mayo | 9:00  |
| Colombia | 1 - 0 | Uruguay  | 28 de mayo | 15:30 |
| Ecuador  | 3 - 2 | Uruguay  | 30 de mayo | 9:00  |
| Colombia | 2 - 1 | Paraguay | 30 de mayo | 15:30 |
| Paraguay | 1 - 4 | Uruguay  | 1 de junio | 9:00  |
| Colombia | 1 - 0 | Ecuador  | 1 de junio | 15:30 |

### XXIII Juegos Sudamericanos Escolares
En los XXIII Juegos Sudamericanos Escolares realizados en Cochabamba, en el Estadio de Sacaba se realizó el fútbol femenino donde Bolivia obtuvo la medalla de oro.

## Eventos Sociales
Al ser el estadio principal de Sacaba, es recurrente que se realicen actos cívicos como desfiles, demostraciones militares o la serenata a Sacaba en conmemoración a la fecha de fundación de Sacaba, el 29 de junio de 1761. También se realizan actos en noviembre con motivo de la fiesta patronal en honor a la Virgen del Amparo.

## Proyecto de ampliación
Dado que los clubes locales Wilstermann y Aurora exigieron un estadio con mayor capacidad de espectadores, la Alcaldía de Sacaba tiene un proyecto para 2020 donde se construirían 2 nuevas bandejas por encima de las tribunas norte y sur, palcos verticales en las tribunas de general y preferencia, el reemplazo de la malla olímpica por vidrios acrílicos de seguridad, iluminación led de 1800 LUX y el techado completo del estadio. Se estima llegar o superar las 10 000 personas cómodamente sentadas para cumplir el mínimo requerido para un evento internacional de Conmebol sea Copa Libertadores o Copa Sudamericana.

## Transportes
Dada la cercanía del estadio con la plaza principal de Sacaba y que todos los buses o trufis de Sacaba pasan por esta plaza, se puede tomar cualquiera de estas líneas: 230, 212, 244, 233, 242, 240, 220 y N.